# 阎明复
阎明复（1931年11月11日—2023年7月3日），北京人，中华人民共和国政治人物，原副国级领导人。曾任中共中央书记处书记、中共中央统战部长等职，中共十三届四中全会上因在六四事件过程中“表现不好”被撤职，1991年复出，任民政部副部长，之后一直从事慈善事业。他曾参与组织编纂《中国大百科全书》的工作，并且对中国的民主化进程做出了一定的贡献。他是基督教徒、中国共产党秘密党员、共产国际间谍阎宝航之子。

## 生平

### 少年经历
1931年，“九一八事变”发生后，日军进驻沈阳，阎明复的父亲阎宝航为躲避日本人抓捕，乔装成牧师逃往北平。其母高素桐已有八个月的身孕，在阎宝航的好友赵松涛帮助下，带着五个子女从皇姑屯火车站乘火车逃离沈阳前往北平。
当年11月11日，阎明复出生于北平东城翠花胡同，出生后按基督教传统进行了“洗礼”，名字是不久后阎宝航返回北平时取的，和其三姐阎明光的名字呼应，寓意“光复”东北。1931年至1934年，阎明复随父母和姐姐哥哥们一同在北平生活。1934年夏，经张学良推荐，其父阎宝航被蒋介石任命为“新生活运动促进总会”书记兼干事，全家迁往南昌。1935年，又迁往南京，居住在大禹村1号。
1937年，“七七事变”爆发，阎眀复随母亲和哥哥姐姐前往重庆，居住在两路口重庆村17号。当年10月从重庆前往武汉，与父亲团聚，武汉会战前夕返回重庆，此后一直居住到1946年9月。在重庆期间，其家居住的重庆村17号曾作为“东北救亡总会”的办公地点，收留过许多东北流亡人士，人称“阎家老店”。同时重庆村17号也是中共南方局的重要据点，其父从事秘密情报工作的据点。周恩来多次在二楼房间内举行秘密会议，董必武、叶剑英等人也曾在此地主持会议和工作。据阎眀复回忆：他曾随父亲前往重庆民生路新华日报社，当时周恩来拉过他让他坐在自己腿上，并问他是否愿意像其哥哥、姐姐一样去延安？ 阎明复回答：“我不去，太苦了。”惹得周恩来大笑。（其大姐阎明诗，二姐阎明英，大哥阎明新，二哥阎明智先后于1937-1939年间前往延安）
1938年，阎明复进入重庆曾家岩求精中学附属求精小学就读小学一年级，这是一所天主教会办的学校，每周五学生们均需做礼拜。念完一年级后，阎明复和三姐阎明光一同转入巴蜀小学就读。在巴蜀小学期间，阎明复与同为东北流亡家庭出身的同学白景瑞、王森（王化一之子，后曾任清华大学自动化系系主任）相处友善，同班同学还有王晓棠、熊秀文等。1944年，阎明复小学毕业，因参加招生考试成绩不及格，经父亲请托，以旁听生的身份进入重庆南开中学就读。
1946年6月，其父阎宝航作为请愿代表，赴南京向国民党政府呼吁和平，“下关惨案”发生，之后周恩来指派宋黎之妻王辛冶护送阎宝航家属前往东北。阎眀复肄业，随家人和王辛冶从重庆经武汉、南京、上海，乘船到达天津。之后由刘仁、绿川英子夫妇护送，经沈阳、长春，于1946年12月12日抵达哈尔滨。

### 工作历程
1946年12月，与三姐阎明光共同进入位于佳木斯的东北大学第五期就读，次年结业。1947年8月15日，进入东北民主联军总司令部附设外国语学校（后改名为哈尔滨外国语专门学校）学习俄语，其二哥阎明智为该校教员。1949年12月毕业，同年加入中国共产党。
1949年12月至1957年1月间，在全国总工会担任翻译，参与全总接待苏联专家和出访社会主义国家的工作，领导为林利。期间，曾作为翻译随刘少奇为首的中共代表团出席苏共十九大、随李富春为首的中国政府代表团访苏、随彭真率领的全国人大代表团访问苏联、东欧六国，中共八大期间曾借调至大会翻译处，参加南斯拉夫代表团的接待工作。
1957年1月起，在中共中央办公厅任翻译组组长，负责中央领导外出访问、接见外宾的口译，以及翻译中共中央和苏共中央的来往信件等工作。曾在1959年，担任赫鲁晓夫与毛泽东会谈的翻译。

### 秦城岁月
1965年11月10日，因窃听器事件，杨尚昆被免去中央办公厅主任职位。
1966年6月阎明复等人被停职，参加中央办公厅“学习班”。1967年11月7日，其父阎宝航因被指参与“东北帮叛党投敌反革命集团”，在家中被抓走，关进秦城监狱，犯人代号：67100。11月17日，阎明复以“苏修特务”、“杨（尚昆）家死党”、“现行反革命”的罪名被捕，也被关进秦城监狱，犯人代号：67124。其在中联部工作的妻子吴克良也被隔离审查，之后下放至“五七干校”，其他亲属也被隔离审查或遭受不同程度的冲击。
关押期间，被要求交代与彭真、杨尚昆的关系；“里通苏修”罪行；刘少奇、邓小平与苏修勾结的罪行；陆定一的罪行；伍修权接见苏联大使的经过等问题。
在长期的监狱生活中，因只能面朝守卫可以看到的方向睡觉，脸部产生变形。1975年因常用俄语自言自语，并表现出被窃听妄想症状，被秦城监狱上报患有精神病，使用电休克仪进行“治疗”。
1975年4月，在毛泽东的指示下，与被关押的其他一些“被审查对象”先后获释。出狱后才得知其父阎宝航已经于1968年5月22日在秦城监狱死亡，母亲高素也已于1971年7月12日在上海病逝。

### 平反
1975年至1978年任中共中央编译局毛泽东著作编译室定稿员。十一届三中全会前后，阎明复和阎宝航都被平反，恢复名誉。1978-1983年，任中国大百科全书出版社副总编辑。
1983年任第六届全国人大常委会副秘书长，1985年经杨尚昆推荐，出任中共中央统战部部长。1986年被增选为第六届全国政协常务委员，翌年在中共十三大上当选为中央委员、十三届一中全会上当选为中共中央书记处书记，成为副国级领导人。1988年当选为第七届全国政协副主席。

### 六四事件
1989年5月，在六四事件中，一部分新闻工作者递交了请愿书。于是在1989年5月11至13日之间，阎明复和胡启立、芮杏文访中国青年报社等新闻单位，并与记者进行了对话。13日，阎明复、胡启立於统战部听取了一些新闻界的专家的意见，并且在下午与北京15家新闻单位的主要负责人进行了座谈。同日，示威学生开始绝食抗议，并且表示“不达目的决不罢休”。得知消息之后，阎明复约请知识分子进行斡旋，严家其、戴晴、刘晓波等到广场劝说学生停止绝食，未果。
5月14日上午阎明复约请王丹、吾尔开希等人在统战部进行谈话，决定在下午4点，在统战部礼堂进行对话。但是学生提出对话级别不够，需要全程直播。经过妥协之后，决定改为进行现场录像，并且在电视台播出。下午4点，对话开始，由阎明复主持。对话进行到下午7点，广场绝食学生来到对话现场再次要求电视直播并且形成僵持局面，阎明复宣布休会，第二天继续进行对话，但翌日的对话仍然没有进一步的进展；直至5月16日，阎明复在得到总书记赵紫阳同意之后来到广场，虽然对在广场上的学生说了些打动他们的話，还表示愿意一起静坐和做他们的人质，但是并没有起到扭转局势的作用。反而成为了后来阎明复被撤职的重要依据。
結果在同年6月于中共第十三届四中全会上，阎明复与胡启立、芮杏文一起被免去中央书记处书记职务。1990年，他更被免去中共中央统战部部长、全国政协副主席以及全国政协党组副书记等职务。
1991年复出，任中华人民共和国民政部副部长，1997年7月退休，享受正部级待遇。

### 慈善活动
阎明复参与创办了中华慈善总会，并于1997年至2002年担任会长一职。2013年，因“在总会创立和发展过程中，呕心沥血、无私奉献，为慈善事业作出了重要贡献”，与崔乃夫、范宝俊一起被授予“中华慈善总会终身荣誉会长”称号。
在阎明复任中华慈善总会会长之后一直致力于推进中国慈善事业发展。尤其是在98抗洪期间，在阎明复的联络下，成功的进行了“我们万众一心”大型电视义演晚会。筹集善款3亿多人民币。之后，中华慈善总会在2008年中国雪灾、汶川大地震中都发挥了重要的作用。
2018年11月，有媒體報道前國務院總理溫家寶前往醫院看望阎明复。

### 去世
2023年7月3日，阎明复因病医治无效在北京去世，享年91岁。
2023年7月13日，阎明复的遗体告别式在北京八宝山举行，中共中央政治局常委、中央书记处书记蔡奇和前中共中央总书记胡锦涛、前中共中央政治局常委朱镕基、李瑞环、温家宝、李克强、刘云山、王岐山以及王兆国、孙春兰、李干杰、戴秉国、邓朴方等送花圈。据新闻媒体人高瑜在推特上透露，中共中央总书记习近平也送了花圈，但在告别式现场被人刻意遮挡。

## 著作
阎明复早期曾任中国大百科全书出版社副总编辑，大力推动了《中国大百科全书》的编纂工作。在一次访谈中他把“组织出版了中国的第一部大百科全书”和“参与创办中华慈善总会”作为自己一生中最有意义的两件事。
2001年出版《美国慈善事业一瞥》一书。在2005年之后，阎明复一直在《炎黄春秋》杂志不定期的发表一些文章，如《从我亲历的几件事看康生》，《我了解的赫鲁晓夫权力斗争》等。并且作为总顾问指导了电视剧《英雄无名》的拍摄。
- 《中国大百科全书》
- 《阎明复回忆录（一）》，北京：人民出版社，2013
- 《阎明复回忆录（二）》，北京：人民出版社，2015
- 《阎明诗纪念文集——无悔的一生》，沈阳：辽海出版社，2001
- 《阎宝航》，哈尔滨：黑龙江人民出版社，2002
- 《阎宝航纪念文集》，沈阳：辽宁人民出版社，1995

## 家人
- 父亲：阎宝航，曾是张学良的密友，1937年周恩来介绍阎宝航加入中国共产党，并且在国民党内帮助中共搜集了包括纳粹德国入侵苏联的准确日期等重要情报。中華人民共和國建國后阎宝航在文革中被指控为“东北帮叛党投敌反革命集团”成員，并于1967年11月7日被捕。之后死于秦城监狱。[21]
- 妻子：吴克良，曾在中联部工作，后任北京宋庆龄基金会副秘书长，育有一女阎兰，小名南南。
- 妻子：陈津利。[10]
- 大姐：阎明诗，抗战前期前往延安，1942年被派回重庆，作为译电员参与其父阎宝航的间谍活动，传递情报给位于北碚区的秘密电台，丈夫曹卣。文革期间被当成“鞍山市最大的特务分子”遭批斗，后被下放农村劳动改造。
- 二姐：阎明英，抗战前期前往延安，改名高玲，曾任第一海军学校政治部秘书科科长，丈夫李东野。
- 大哥：阎明新，抗战前期前往延安，改名阎大新，曾任解放军总后勤学院政治部主任，妻子舒堤。文革期间被指为阎宝航派到延安的“战略性特务”，遭隔离审查，被开除军籍，下放贺兰山劳动改造。
- 二哥：阎明智，抗战前期前往延安，曾任中华人民共和国驻苏使馆一秘、外交部翻译处处长，1956年曾负责连夜为中共代表团翻译赫鲁晓夫的秘密报告，文革期间被隔离审查后，下放湖南农村劳动改造，死于长沙。妻子流莎。
- 三姐：阎明光，曾用名黄岩，曾任上海申大集团总经理，上海阎宝航社会公益基金会理事长，丈夫黄宇齐。
- 四弟：阎佳林（阎嘉陵），曾任中华文化交流合作与促进会理事。